# Ukpik Peak
Ukpik Peak – szczyt na terytorium Nunavut, w Kanadzie. Leży w Górach Baffina, w paśmie innuickim, na Ziemi Baffina. Jego wysokość wynosi 1809 m n.p.m. i jest to trzynasty co do wysokości szczyt w Nunavut.